# 리처드 라시드

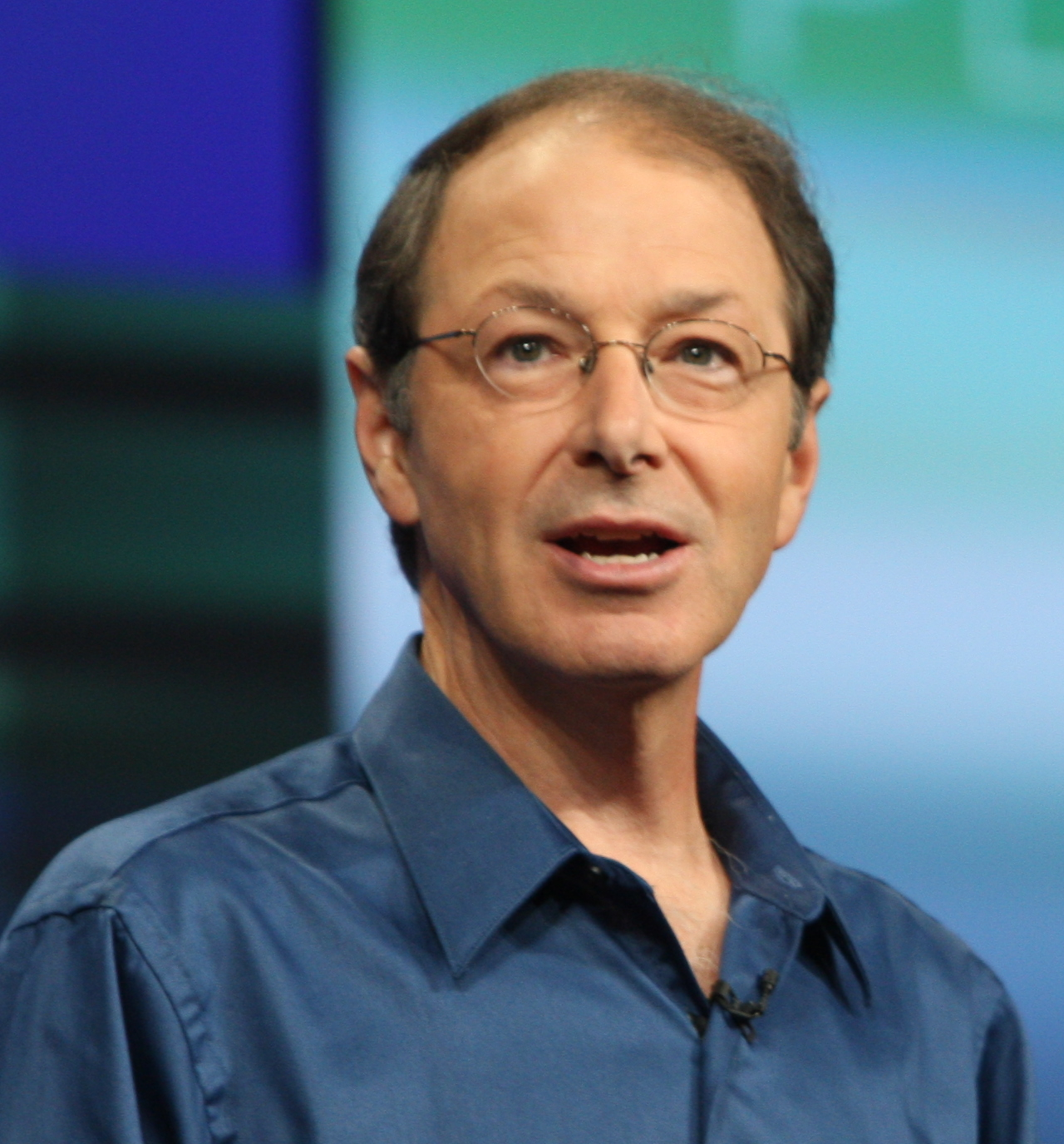
2008년 모습

리처드 라시드(Richard Rashid, 본명: 리처드 패리스 라시드, Richard Farris Rashid)는 1991년에 설립된 마이크로소프트 리서치의 창립자이다. 1991년부터 2013년까지 최고 연구 책임자 겸 이사로서 그는 850명 이상의 연구원과 12개 연구소를 포함하는 규모로 성장한 마이크로소프트 리서치의 전 세계적 운영을 감독했다.
1991년 마이크로소프트에 합류하기 전 라시드는 카네기 멜런 대학교에서 컴퓨터 과학 교수로 재직하는 동안 Mach 커널 개발자였다. 라시드가 개발한 Mach 다중 프로세서 운영 체제 커널은 Windows NT 설계를 포함한 최신 운영 체제 설계에 지속적인 영향을 미쳤으며 NeXTSTEP, GNU 허드, macOS, iOS, OSF/1, Tru64와 같은 여러 운영 체제의 핵심으로 남아 있다.
라시드의 Mach 커널은 마이크로커널 아키텍처의 개념을 개척했으며 그 영향은 생성된 지 30년이 지난 지금도 수억 명의 사람들이 여전히 Mach 기반 운영 체제를 사용하고 있는 오늘날의 컴퓨팅 환경에서 추적할 수 있다. Mach 프로젝트는 가상 메모리 관리, 하드웨어 추상화, 바이너리 코드 호환성 및 프로세스 관리 분야에서 개념을 대중화하고 개선했다. 이러한 개념은 운영 체제의 상태를 발전시키고 실용적이고 광범위한 채택으로 이어졌다.
라시드의 리더십 하에 마이크로소프트 리서치는 기계 학습을 포함한 다양한 분야에 걸쳐 연구를 수행했다. 멀티미디어 및 그래픽, 보안, 검색, 게임, 네트워킹, 인공 지능 및 인간-컴퓨터 상호 작용. 그의 팀은 학계, 산업계, 정부 분야의 세계에서 가장 저명한 연구자들과 협력하여 컴퓨팅 상태를 발전시키고 마이크로소프트 제품의 미래를 보장하는 데 도움을 주었다.
라시드는 데이터 압축, 네트워킹, 운영 체제 등의 분야에서 수많은 특허를 취득했으며 마이크로소프트 대화형 TV 시스템의 주요 개발자였다.
1994년에 부사장으로 승진했고, 2000년에는 마이크로소프트의 수석 부사장이 되었다.
라시드는 운영 체제의 발전과 산업 연구의 리더십을 인정받아 2003년 국립 공학 아카데미(National Academy of Engineering) 회원으로 선출되었다.